# 张民达、叶剑英革命活动旧址
张民达、叶剑英革命活动旧址，位于中国广东省惠州市龙门县麻榨镇东埔村大派洲。1925年，粤军第二师参谋长叶剑英及师长张民达率部参加第一次东征。在作战休整期间，叶张二人及部属廖雪安、廖球等6人来到大派洲岛上视察地形，并下令廖球在此筹建后勤补给基地。2005年11月11日，列入龙门县第四批文物保护单位。